# Laienkloster

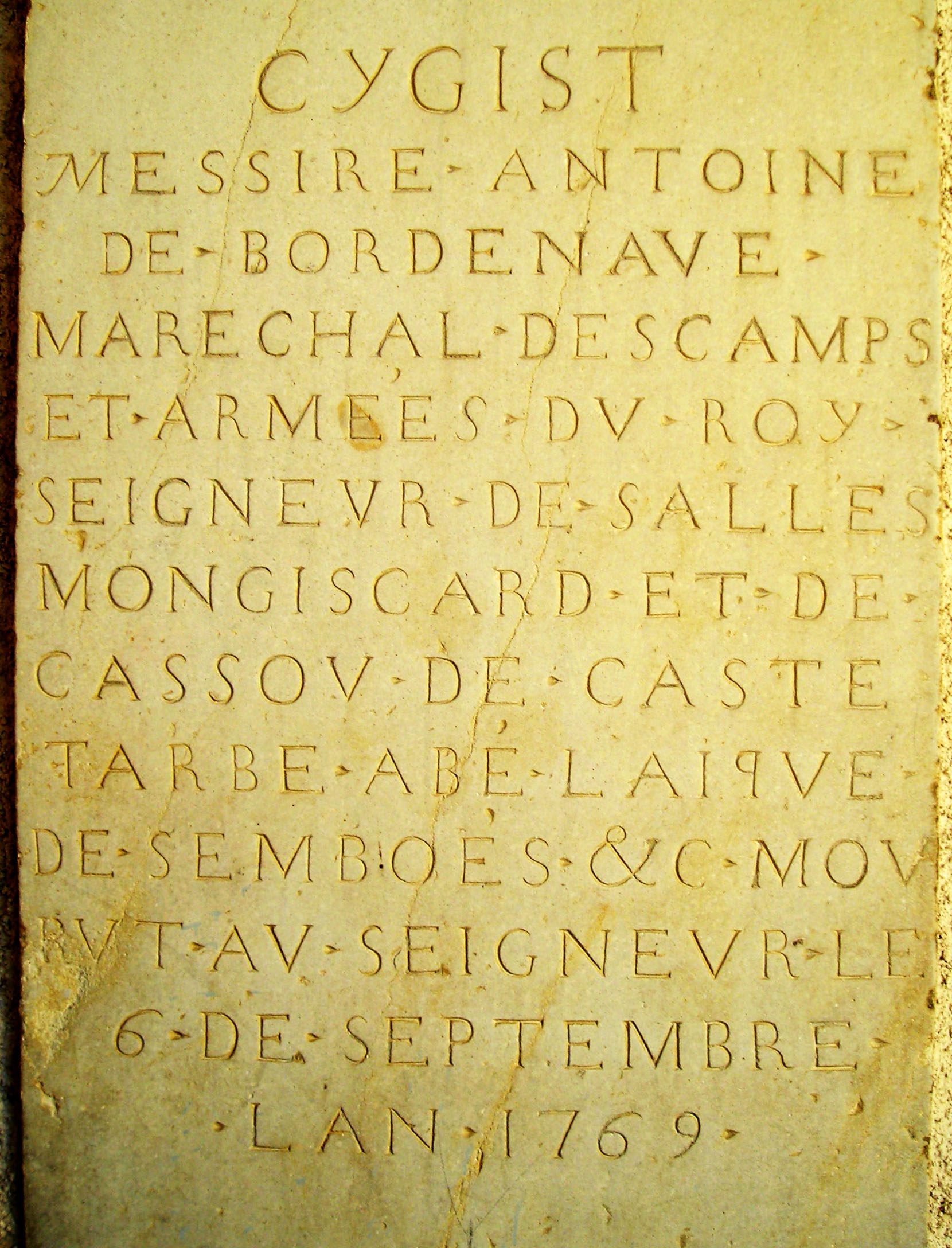
Grabstein aus dem Jahr 1769 in der Kirche von Saint-Boès, der den Namen des Abts eines Laienklosters trägt

Ein Laienkloster (französisch abbaye laïque) war in Frankreich im westlichen Pyrenäenvorland eine religiöse Institution des Mittelalters und der frühen Neuzeit. Der erste Teil des Doppelworts, „Laien“, zeigt an, dass die Einrichtungen keinem Orden angehörten und ihre Mitglieder weder Kleriker noch Mönche waren.
Grundlage für die Errichtung eines Laienklosters war die Eintreibung und Verteilung des Zehnten für den Unterhalt der Kirche, des Pfarrers und für die Unterstützung der Armen einer Pfarrgemeinde.

## Einleitung
Gemäß den Aufzeichnungen des 11. bis 13. Jahrhunderts waren abbadies, eine Bezeichnung aus der gascognischen Sprache, die Häuser von Personen, die sich Abt (französisch abbé, baskisch abat) nannten, aber keine Kleriker waren. Die Wörter Abt und Abbé entstammen dem spätlateinischen und spätgriechischen abbas und dem aramäischen ab ạ’ (deutsch Vater). Erst in der Neuzeit hat sich der Begriff Laienkloster entwickelt.

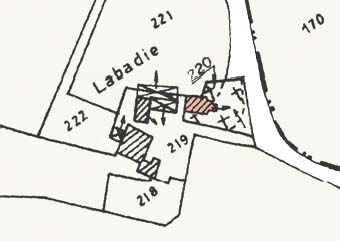
Katasterauszug mit Pfarrkirche (in rot) und Laienkloster (Labadie)

Das Gebäude des Laienklosters lag immer unweit der Kirche, zuweilen sogar an das Kirchengebäude angebaut. Der Abt eines Laienklosters hatte das Recht, den Pfarrer vorzuschlagen, hatte mitunter einen eigenen Eingang zur Kirche und wurde in der Regel dort bestattet. Er war von der Steuer gegenüber seinem Lehnsherrn befreit, musste aber andererseits den Treueeid gegenüber dem Vicomte aussprechen und ggf. für ihn in den Krieg ziehen.
Laienklöster existierten allgemein gesehen im inneren Einzugsgebiet des Flusses Adour. Dies war vor allem in den historischen Regionen Béarn und Bigorre der Fall, aber auch in angrenzenden Regionen, im Westen die Soule, im Norden die Chalosse und der Tursan, das südliche Armagnac, die Astarac, das Tal der Aure.
Quellen sprechen von rund 100, andere von rund 300 Laienklöstern, die sich identifizieren lassen, davon einige aufgrund fehlender Aufzeichnungen nur auf Basis von Vermutungen. Paul Raymond, Archivar und Historiker des 19. Jahrhunderts, zählte in seinem 1863 erschienenen Werk Dictionnaire topographique du département des Basses-Pyrénées 145 frühere Laienklöster im heutigen Département Pyrénées-Atlantiques auf.

## Geschichte

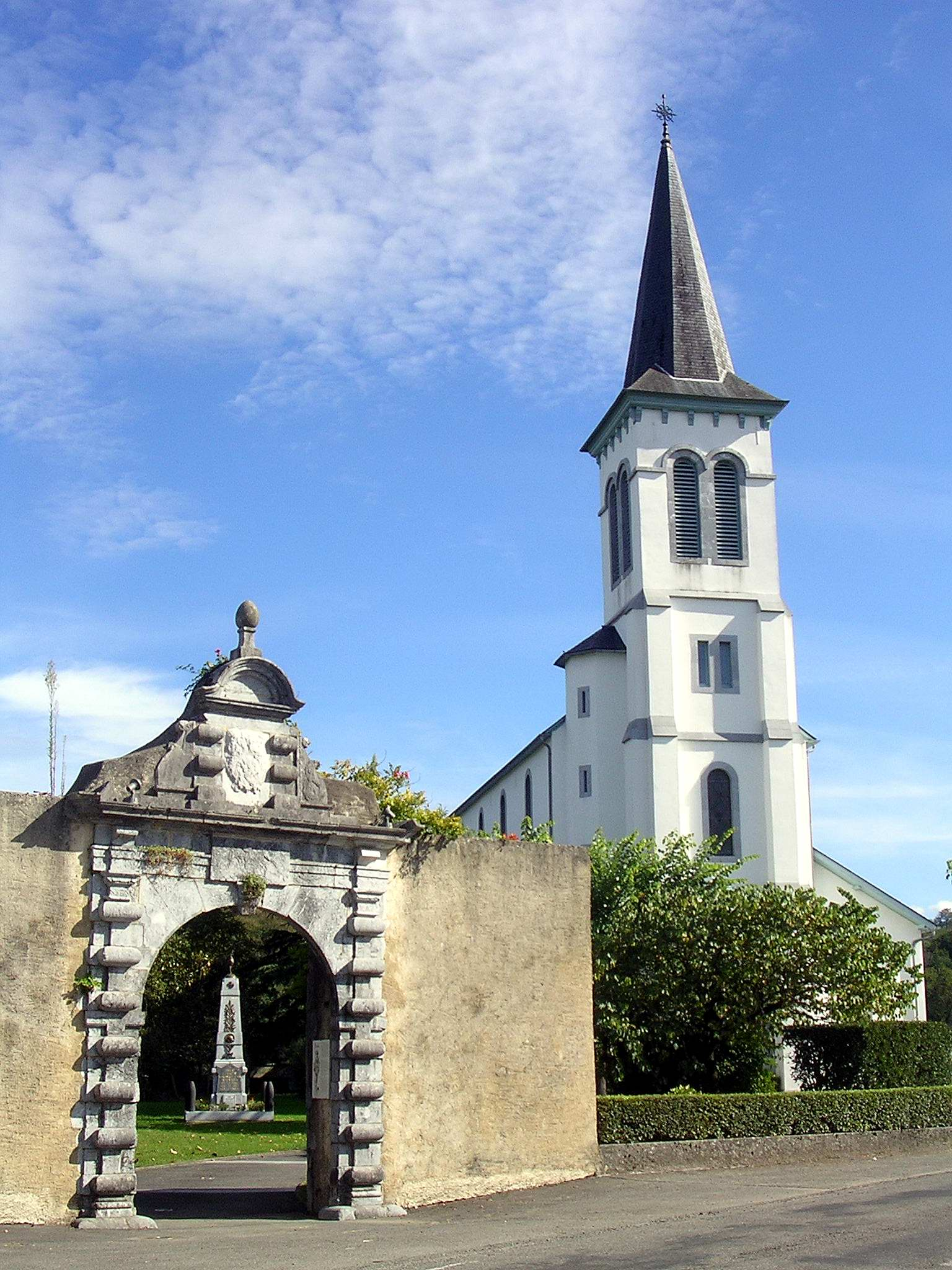
Kirche und Tor des ehemaligen Laienklosters in Aramits

Lange Zeit galten die Vermutungen des Historikers Pierre de Marca, Autor des 1640 erschienenen Werks Histoire de Béarn. Er ging davon aus, dass Laienklöster nach Verordnungen von Karl dem Großen oder Ludwig dem Frommen angesichts der in Spanien vorrückenden Araber und Mauren gegründet wurden, um die Grundherren dazu zu bringen, den Krieg an den Grenzen weiterzuführen.
Diese Interpretation wird von heutigen Historikern in vielerlei Richtungen diskutiert. Léon Cadier sah die Raubzüge der Wikinger als Ursache, die im 10. Jahrhundert die Dörfer des Béarn verwüsteten, und Laien das Machtvakuum nutzten, um sich das Amt widerrechtlich anzueignen. Jacques de Font-Réaulx hält es am plausibelsten, die Äbte als Erben der Gründer der Pfarrkirchen zu sehen. Philippe Araguas wiederum betrachtet die Äbte als Nachkommen einer Oberschicht der prä-feudalen Epoche. Da Aufzeichnungen vor dem 11. Jahrhundert selten sind, bleibt es momentan noch schwierig, Thesen zu verifizieren oder zu widerlegen.
Das Amt blieb bis zur Französischen Revolution bestehen, als die Verpflichtung der Erhebung des Zehnten erlosch und damit auch die Grundlage für Laienklöster. Das Amt kannte in den rund 1000 Jahren seines Bestehens jedoch bestimmte Entwicklungen. Laienklöster wurden neu gegründet oder verschwanden, vergrößerten oder verkleinerten sich, wurden in den Adelsstand erhoben oder ausgelagert.